# کسون (ایندیانا)
کسون (به انگلیسی: Kasson) یک منطقهٔ مسکونی در ایالات متحده آمریکا است که در ایندیانا واقع شده‌است. کسون ۱۶۶ متر بالاتر از سطح دریا واقع شده‌است.